# آلبرت جی. هاپکینز
آلبرت جی. هاپکینز (به انگلیسی: Albert J. Hopkins) سناتور سابق عضو حزب جمهوری‌خواه ایالات متحده آمریکا بود. وی در سال ۱۹۰۳ تا ۱۹۰۹ میلادی سناتور ایالت ایلی‌نوی در سنای ایالات متحده آمریکا بود.